# Distritos do Brasil
O distrito, no Brasil, é a menor subdivisão territorial de um município. Todos os municípios do país são compostos por um ou mais distritos, ou seja, cada município compõe-se de pelo menos de seu distrito-sede. Os distritos no Brasil não gozam, via de regra, de autonomia política ou administrativa, mas em alguns municípios há distritos que são administrados por subprefeituras, como é o caso dos distritos dos municípios de São Paulo e do Rio de Janeiro.  
Durante o governo do Estado Novo, do presidente Getúlio Vargas, o Decreto-Lei n.º 311, de 2 de março de 1938, em seu artigo 3.º, definiu que as povoações-sede dos municípios passariam a categoria de cidade, e lhes dariam o nome, e, no artigo 4.º, que os distritos se designariam pelo nome de suas respectiva sedes, que se não fossem também sedes de município, teriam a categoria de vila.
O uso do termo distrito como divisão territorial dos municípios do Brasil surgiu no originalmente devido a existência dos distritos de ordenanças, que eram, ainda no período pré-imperial, os territórios que estavam sob a jurisdição de um capitão de ordenanças. Após a separação do Brasil de Portugal, Dom Pedro I, pela lei de 15 de Outubro de 1827, determinou que em cada uma das freguesias e das capelas filiais curadas do Império deveria haver um juiz de paz eleito e um suplente. Durante o período, todo o território nacional passou a estar subdividido em distritos de paz.
As constituições estaduais que vigoraram até a promulgação da Constituição Federal de 1988, previam quais eram as atribuições dos distritos, que à época ainda eram instalados pelos juízes de paz, (a exemplo do que prevê a constituição mineira de 1967). Historicamente, os distritos tiveram, para além de um juiz de paz, o direito de eleger um vereador próprio, e de contar com conselhos distritais. Durante os primeiros anos da República, gozavam de administração própria. A partir de 1988, embora ainda seja prevista por lei a existência dos distritos e até a criação de novos, nenhuma atribuição legal está prevista para estes. A criação de novos distritos atualmente se resume a mera formalidade legal, feita muitas vezes quando um certo povoado visa se emancipar como município.
Em 2023, o Brasil contava com 10 724 distritos e 645 subdistritos.

## Patrimônio
No norte do Estado do Paraná e interior do Estado de São Paulo ainda é comum a utilização do termo Patrimônio, que nada mais é do que o terreno cedido para a formação de uma capela curada, com agregação de casas e comércio, constituindo assim uma aldeia, podendo se tornar futuramente um Distrito e talvez um Município.

## Exceções
São exceções à ideia geral de distrito no Brasil tanto o Distrito Federal, quanto o distrito estadual de Fernando de Noronha, em Pernambuco.
No Distrito Federal não existem eleições municipais, somente eleições distritais e federais (incluindo as estaduais no primeiro), cabendo assim ao governo estadual/distrital recolher tributos e desempenhar papéis referentes às esferas estadual e municipal somadas.
O distrito estadual de Fernando de Noronha, em Pernambuco, é um caso sui generis, pois não corresponde à definição geral de distrito e possui natureza autárquica e vinculação ao Poder Executivo do estado, que acumula as atribuições e responsabilidades estaduais e municipais somadas. A Constituição Estadual de Pernambuco descreve-o legalmente da seguinte forma:

Seção II — Do Distrito Estadual de Fernando de Noronha

Art. 96. O Arquipélago de Fernando de Noronha constitui região geoeconômica, social e cultural do Estado de Pernambuco, sob a forma de Distrito Estadual, dotado de estatuto próprio, com autonomia administrativa e financeira.

§1.º O Distrito Estadual de Fernando de Noronha será dirigido por um Administrador- Geral, nomeado pelo Governador do Estado, com prévia aprovação da Assembléia Legislativa.

§2.º Os cidadãos residentes no Arquipélago elegerão pelo voto direto e secreto, concomitantemente com as eleições de Governador do Estado, sete conselheiros, com mandato de quatro anos, para formação do Conselho Distrital, órgão que terá funções consultivas e de fiscalização, na forma da lei.

§3.º O Distrito Estadual de Fernando de Noronha deverá ser transformado em Município quando alcançar os requisitos e exigências mínimas, previstos em lei complementar estadual.

O Distrito Federal, é outro caso sui generis, pois não corresponde à definição geral de distrito e possui natureza de unidade federativa com direitos políticos semelhantes às demais, mas não pode ser dividido em municípios, razão pela qual seu território é composto por diversas regiões administrativas. Essas regiões são administradas diretamente pelo governo do Distrito Federal, que exerce poderes constitucionais e legais que equivalem tanto àqueles dos estados, quanto àqueles dos municípios, assumindo, assim, simultaneamente todas as obrigações deles decorrentes.